# Lin Yue
Lin Yue (Chaozhou, 24 de julho de 1991) é um saltador chinês, especialista na plataforma, campeão olímpico. 

## Carreira

### Rio 2016
Lin Yue representou seu país nos Jogos Olímpicos de Verão de 2016, na qual conquistou uma medalha de ouro, na plataforma sincronizada com Chen Aisen. 